# Віннерт
Віннерт (нім. Winnert) — громада в Німеччині, розташована в землі Шлезвіг-Гольштейн. Входить до складу району Північна Фризія. Складова частина об'єднання громад Нордзе-Трене.
Площа — 18,88 км2. Населення становить 717 ос. (станом на 31 грудня 2020).

## Галерея

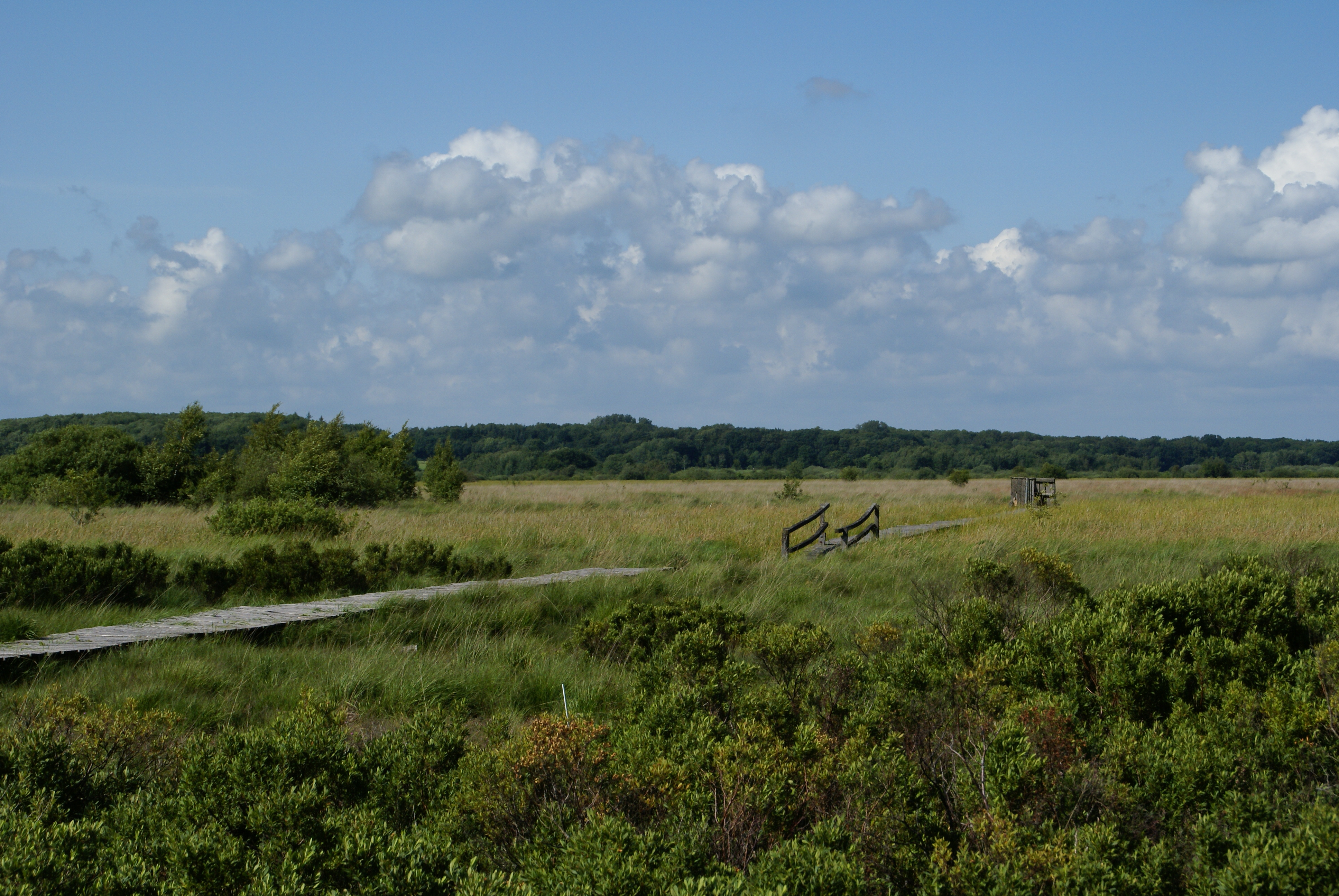
links